# Части речи в бирманском языке
В бирманском языке выделяют восемь частей речи (бирм. васэнга). Традиционная бирманская грамматика (бирм. тэда) в основе своей ориентирована на индийскую лингвистическую традицию и грамматику языка пали, но многие термины имеют собственно бирманское происхождение.
- Нэн — существительное.
- Нэнза — местоимение.
- Намавитэйтана — прилагательное.
- Крия (санскр.क्रिया — крия) — глагол
- Криявитэйтана (санскр.क्रियाविशेषण — криявишешана, пали — криявисесана) — наречие.
- Вибэ — послелог.

1. Катавибэ — послелоги подлежащего (агенса).
2. Кэнвибэ — послелоги пациенса.
3. Лэкэнпьявибэ — послелог получателя, разновидность кэнвибэ.
4. Нейяпьявибэ — послелоги места
5. Эчейнпьявибэ — послелоги времени
6. Пайнсайнпьявибэ — притяжательные послелоги.
7. Сейкхайнпьявибэ — послелог просьбы.

- Тэмбэнда (пали Sambaddha) — союз

1. Поусэтэмбэнда
2. Вачасэтэмбэнда
3. Адэйбэсэтэмбэнда

- Писси — словообразовательные частицы и счётные слова.
  - Нэнписси

1. Мьёупьяписси — счётные слова.
2. Лэйнхньюнписи
3. Кэйнхньюнписи
4. Тинчалейнэписи
5. Нэнтхауписи
6. Упамаписи
7. Юпакаписи
8. Алёуписи
9. Вэйсаписи

- - Крияписси

1. Эмэйписи
2. Криякэйнхньюнписи
3. Криятхауписи
4. Эньинпьяписи
5. Вачанаулайписи

- - Поуписси

1. Нэнпоупьяписи
2. Намавитэйтанапоупьяписи
3. Криявитэйтанапоупьяписи

- - Амедей — междометие.